# Nercely Soto
Nercely Desirée Soto Soto (nacida el 23 de agosto de 1990 en Caja Seca, Zulia) es una velocista venezolana. En los Juegos Olímpicos de Verano de 2012 y en los de Río de Janeiro de 2016, compitió en los 200 metros femeninos. En los Juegos Olímpicos de Verano de Río fue séptima en la semifinal 3.

## Personal bests
- 100 m: 11.49 (viento: +0.7 m/s) –  Santiago de Chile, 8 de abril de 2016
- 200 m: 22.53 (viento: +0.1 m/s) –  Caracas, 12 de mayo de 2012
- 400 m: 51.94 A –  Trujillo, 26 de noviembre de 2013

## Competiciones internacionales
| Año  | Campeonato                                        | Lugar                    | Resultado | Prueba          | Tiempo             |
| ---- | ------------------------------------------------- | ------------------------ | --------- | --------------- | ------------------ |
| 2009 | Campeonato Sudamericano Juvenil de Atletismo 2009 | São Paulo, Brasil        | 5th (h)   | 100 m           | 12.62 (+0.5 m/s)   |
| 2009 | Campeonato Sudamericano Juvenil de Atletismo 2009 | São Paulo, Brasil        | 6th       | 200 m           | 25.20 (+0.2 m/s)   |
| 2009 | Campeonato Sudamericano Juvenil de Atletismo 2009 | São Paulo, Brasil        | 5th       | 4 × 100 m relay | 49.92              |
| 2009 | Atletismo en los Juegos Bolivarianos 2009         | Sucre, Bolivia           | 2nd       | 4 × 100 m relay | 44.98 A            |
| 2011 | Atletismo en los Juegos ALBA 2011                 | Barquisimeto, Venezuela  | 5th       | 200 m           | 24.48 (+2.0 m/s)   |
| 2012 | XV Campeonato Iberoamericano de Atletismo de 2012 | Barquisimeto, Venezuela  | 3rd (h)   | 100 m           | 12.07 w (+2.5 m/s) |
| 2012 | XV Campeonato Iberoamericano de Atletismo de 2012 | Barquisimeto, Venezuela  | 4th       | 200 m           | 23.30 (-0.6 m/s)   |
| 2012 | XV Campeonato Iberoamericano de Atletismo de 2012 | Barquisimeto, Venezuela  | 4th       | 4 × 100 m relay | 44.81              |
| 2012 | XV Campeonato Iberoamericano de Atletismo de 2012 | Barquisimeto, Venezuela  | 4th       | 4 × 400 m relay | 3:38.99            |
| 2012 | Campeonato Sudamericano Sub-23 de Atletismo 2012  | São Paulo, Brasil        | 1st       | 200 m           | 23.40 (+1.2 m/s)   |
| 2012 | Campeonato Sudamericano Sub-23 de Atletismo 2012  | São Paulo, Brasil        | 2nd       | 400 m           | 53.45              |
| 2012 | Campeonato Sudamericano Sub-23 de Atletismo 2012  | São Paulo, Brasil        | 4th       | 4 × 100 m relay | 46.61              |
| 2012 | Campeonato Sudamericano Sub-23 de Atletismo 2012  | São Paulo, Brasil        | –         | 4 × 400 m relay | DNF                |
| 2013 | Campeonato Sudamericano de Atletismo 2013         | Cartagena, Colombia      | 2nd       | 200 m           | 23.05 w (+3.4 m/s) |
| 2013 | Campeonato Sudamericano de Atletismo 2013         | Cartagena, Colombia      | 2nd       | 400 m           | 53.96              |
| 2013 | Campeonato Sudamericano de Atletismo 2013         | Cartagena, Colombia      | 3rd       | 4 × 100 m relay | 45.44              |
| 2013 | Campeonato Sudamericano de Atletismo 2013         | Cartagena, Colombia      | 4th       | 4 × 400 m relay | 3:46.25            |
| 2013 | Juegos Bolivarianos                               | Trujillo (Perú)          | 1st       | 200 m           | 23.46 (0.0 m/s)    |
| 2013 | Juegos Bolivarianos                               | Trujillo (Perú)          | 1st       | 400 m           | 51.94              |
| 2013 | Juegos Bolivarianos                               | Trujillo (Perú)          | 2nd       | 4 × 100 m relay | 44.16              |
| 2014 | Juegos Suramericanos                              | Santiago, Chile          | 1st       | 200 m           | 23.25 (-0.4 m/s)   |
| 2014 | Juegos Suramericanos                              | Santiago, Chile          | 2nd       | 400 m           | 52.30              |
| 2014 | Juegos Suramericanos                              | Santiago, Chile          | 1st       | 4 × 100 m relay | 45.08              |
| 2014 | Juegos Suramericanos                              | Santiago, Chile          | 4th       | 4 × 400 m relay | 3:44.20            |
| 2014 | Relevos Mundiales 2014                            | Nasáu, Bahamas           | 17th (h)  | 4 × 100 m relay | 44.64              |
| 2014 | Festival Deportivo Panamericano de 2014           | Ciudad de México, México | 8th (h)   | 400 m           | 54.891 A           |
| 2014 | Juegos Centroamericanos y del Caribe              | Xalapa, México           | 1st       | 200 m           | 23.14 A (-1.6 m/s) |
| 2014 | Juegos Centroamericanos y del Caribe              | Xalapa, México           | 4th       | 400 m           | 53.06 A            |
| 2014 | Juegos Centroamericanos y del Caribe              | Xalapa, México           | 1st       | 4 × 100 m relay | 43.53]] A          |
| 2014 | Juegos Centroamericanos y del Caribe              | Xalapa, México           | 4th       | 4 × 400 m relay | 3:39.08 A          |
| 2015 | Campeonato Sudamericano                           | Lima, Perú               | 1st       | 200m            | 23.15 (-0.9 m/s)   |
| 2015 | Campeonato Sudamericano                           | Lima, Perú               | 2nd       | 400m            | 54.38              |
| 2015 | Campeonato Sudamericano                           | Lima, Perú               | 1st       | 4 × 100 m relay | 44.28              |
| 2015 | Campeonato Sudamericano                           | Lima, Perú               | 2nd       | 4 × 400 m relay | 3:37.05            |
| 2015 | Campeonato Mundial de Atletismo de 2015           | Pekín, China             | 25th (h)  | 200 m           | 23.16              |
| 2016 | Campeonato Iberoamericano                         | Río de Janeiro, Brasil   | 1st       | 200 m           | 22.95              |
| 2016 | Campeonato Iberoamericano                         | Río de Janeiro, Brasil   | 3rd       | 4 × 100 m relay | 43.94              |
| 2016 | Juegos Olímpicos de Río de Janeiro                | Río de Janeiro, Brasil   | 18th (sf) | 200 m           | 22.88              |
| 2017 | Campeonato Sudamericano                           | Asunción, Paraguay       | 4th       | 200 m           | 23.06 (w)          |
| 2017 | Campeonato Sudamericano                           | Asunción, Paraguay       | 7th (h)   | 400 m           | 56.321             |
| 2017 | Campeonato Sudamericano                           | Asunción, Paraguay       | –         | 4 × 100 m relay | DNF                |
| 2018 | Juegos Suramericanos                              | Cochabamba, Bolivia      | 8th (h)   | 100 m           | 11.69              |
| 2018 | Juegos Suramericanos                              | Cochabamba, Bolivia      | 3rd       | 200 m           | 23.11              |
| 2018 | Juegos Suramericanos                              | Cochabamba, Bolivia      | 1st       | 4 × 100 m relay | 44.71              |
| 2018 | Juegos Centroamericanos y del Caribe              | Barranquilla, Colombia   | 11th (h)  | 200 m           | 24.312             |
| 2018 | Juegos Centroamericanos y del Caribe              | Barranquilla, Colombia   | 6th       | 4 × 100 m relay | 45.71              |
| 2019 | Juegos Panamericanos                              | Lima, Perú               | 20th (h)  | 200 m           | 24.67              |

1: No llegó a la final.
2: Descalificada en las semifinales.